# Hegedüs András (politikus)
Hegedüs András (Szilsárkány, 1922. október 31. – Budapest, 1999. október 23.) magyar szociológus, politikus, 1955–1956-ban Magyarország miniszterelnöke. Máig a legfiatalabban hivatalba lépett magyar kormányfő.

## Élete
Kisiparos családban született. Apját, Hegedüs Sándort korán elveszítette, anyja (Gecsényi Ida) nevelte. Tanulmányait a szilsárkányi evangélikus elemi iskolában kezdte, majd a helyi lelkész segítségével sikerült a csornai polgári iskolába jutnia. 1941-ben érettségizett a soproni evangélikus líceumban. Ősztől a Budapesti Műszaki Egyetem Villamosmérnöki Karát látogatta két éven keresztül.

## Politikai pályafutása

### A kommunista mozgalomban
1942-ben ismerkedett meg Donáth Ferenccel és Szalai Bélával, akik formálták politikai érdeklődését, s szerepük volt abban, hogy Hegedüs még abban az évben tagja lett az illegális kommunista pártnak és részt vett az egyetemi szervezet kiépítésében.
1944 augusztusában letartóztatták és két év fegyházbüntetésre ítélték, de november végén sikerült megszöknie. Előbb tagja, később a MADISZ országos titkára (1945–1947). 1945. június 24-én a Dunántúl képviseletében az Ideiglenes Nemzetgyűlésbe delegálták és ott volt az üléseken.
1948-tól 1949-ig a Magyar Dolgozók Pártja (MDP) mezőgazdasági és szövetkezeti osztályának munkatársa, 1949-től 1951-ig vezetője. 1950–1951-ben az MDP Központi Vezetősége Titkárságának, 1951–1956-ban a KV, a PB, a Titkárság és a Szervező Bizottság tagja.

### Kormányposztjai
1951. november 3-ától 1952. január 5-éig földművelésügyi miniszter-helyettes, 1952. január 5-étől június 6-áig az állami mező- és erdőgazdaságok minisztere, 1952. június 6-ától 1953. július 4-éig az állami gazdaságok és erdők minisztere, 1953. július 4-étől 1955. április 18-áig a Minisztertanács első elnök-helyettese, 1953. július 4-étől 1954. október 30-áig földművelésügyi miniszter, 1955. április 18-ától 1956. október 24-éig a Minisztertanács elnöke.

### 1956-ban és a megtorlások idején
1956. október 24-én, a nép és kormányának követelésére kénytelen volt átadni a hatalmat Nagy Imrének. "Október 28-án ő írta alá antedatálva a szovjet hadsereg segítségül hívásáról szóló kérelmet. Október 28-án elvesztette KV és PB tagságát, majd október 29-én a Szovjetunióba menekítették" – Andropov közbenjárásával valamint támogatásával – ő, továbbá Gerő Ernő, Bata István, Piros László és családjaik elhagyták az országot és Moszkvába menekültek. 1957-1958-ban a Szovjet Tudományos Akadémia Filozófiai Intézetének főmunkatársaként tevékenykedett. Még 1956 novemberében az MSZMP Ideiglenes Intézőbizottsága kizárta a pártból, majd 1957. március 9-én az Országgyűlés parlamenti mandátumaitól is megfosztotta. 1958 szeptemberében tért haza.

## Tudományos pályafutása

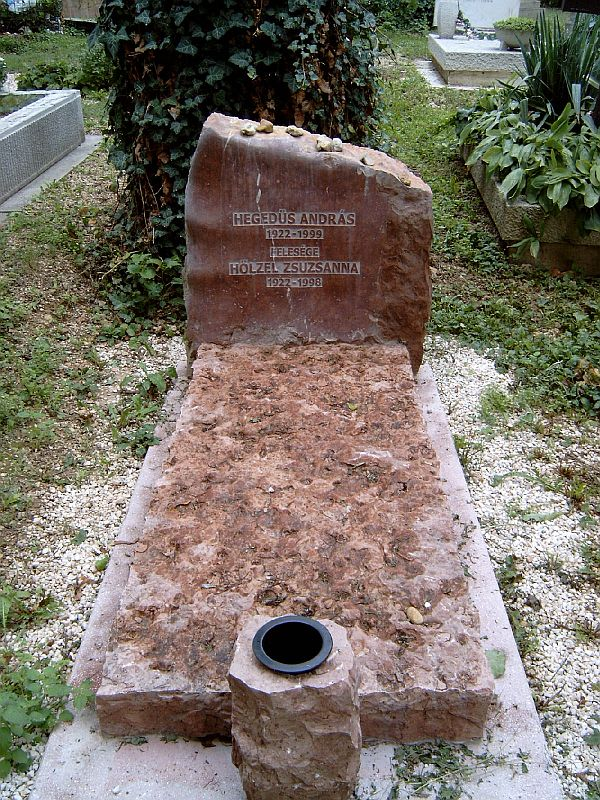
Hegedűs András sírja Budapesten. Farkasréti temető: 6/8-1-2.

1958-tól 1961-ig az MTA Közgazdaság-tudományi Intézetének főmunkatársa, 1961-1963-ban a Központi Statisztikai Hivatal elnök-helyettese. 1963-1968-ban az általa alapított MTA Szociológiai Kutatócsoportjának igazgatója és a Valóság című folyóirat szerkesztője. 1968-ban másokkal együtt Csehszlovákia megszállása ellen tüntetett, ezért elbocsátották a szociológiai kutatócsoport éléről. 1968-1973-ban az Ipargazdaságtani Kutatócsoport tudományos főmunkatársa, 1966-tól a Marx Károly Közgazdaságtudományi Egyetem címzetes egyetemi tanára. 1973-ban eltérő politikai és ideológiai nézetei miatt kizárták az MSZMP-ből. 1973-1974-ben a Taurus és a Kontakta gazdasági tanácsadója.
1975-től 1982-ig rokkantsági nyugdíjas, 1982-től 1988-ig nyugdíjasként a Közgazdaság-tudományi Egyetem tanáraként dolgozott. 1990 nyarán megalakította a Munkás Akadémiát, amelynek elnöke volt, 1999-ben bekövetkezett haláláig.

### Kutatható iratanyaga
Földművelésügyi miniszteri működési időszakából 2,16 iratfolyóméternyi (18 doboznyi), maradandó értékűnek minősített iratanyaga került az Országos Levéltár, mai nevén Magyar Nemzeti Levéltár Országos Levéltára őrizetébe, ahol az a XIX-K-1-ai törzsszámon kutatható. Miniszterelnöki időszakából (pontosabban az 1953–1956 közti évkörből) 3,17 iratfolyóméternyi irata (21 doboz és 13 kötet, XIX-A-2-p) kutatható ugyanott.

## Magyarul megjelent írásai

### 1956 előtt
- A Párt szövetkezeti politikája falun; Szikra Ny., Budapest, 1948 (Szemináriumi füzetek falusi alapfokú szemináriumok számára)
- A földmívesszövetkezetek feladatai; Országos Szabadművelődési Tanács, Budapest, 1948 (A szabadművelődés kis könyvtára)
- A Magyar Dolgozók Pártjának Országos Szövetkezeti Konferenciája. 1948. VII. 10-11. Gerő Ernő, Hegedüs András, Donáth Ferenc beszámolója, Rónai Sándor elnöki megnyitója; Szikra, Budapest, 1948
- Falusi szövetkezetek; Földmívelésügyi Minisztérium, Budapest, 1949
- Pártunk parasztpolitikájának végrehajtásában mutatkozó elhajlások és ferdítések; kidolg. MDP. Központi Előadói Iroda, vezető Nagy Imre, előadó Hegedűs András; Magyar Dolgozók Pártja, Budapest, 1950 (Magyar Dolgozók Pártja Központi Előadói Irodájának előadásai)
- Sztálin, a marxista-leninista agrárelmélet továbbfejlesztője; kidolg. Központi Előadói Iroda Agrárkérdések munkaközössége, vezető Hegedűs András, ea. Szabó József; Szikra, Budapest, 1951 (A Magyar Dolgozók Pártja Központi Előadói Irodájának előadásai)
- A magyar mezőgazdaság szocialista átszervezésének kérdései; Szikra, Budapest, 1951 (A Magyar Dolgozók Pártja Pártfőiskolájának előadásai)
- Tervgazdálkodás a mezőgazdaságban a mezőgazdasági szocialista átszervezésének szakában; kidolg. MDP Központi Előadói Iroda agrárpolitikai munkaközössége, vezető Hegedűs András, előadó Hont János; Szikra, Budapest, 1952 (A Magyar Dolgozók Pártja Központi Irodájának előadásai)
- A MDP Központi Vezetősége és a Minisztertanács határozata a mezőgazdasági termelés fejlesztéséről. Hegedüs András előadói beszéde a KV 1953. december 19-i ülésén; Szikra, Budapest, 1954
- A mezőgazdaság szocialista átszervezésének és a mezőgazdasági termelés fellendítésének további feladatairól / Az MDP Központi Vezetőségének határozata; Magyar Dolgozók Pártja Szikra, Budapest, 1955
- A munkásosztály és a parasztság szövetsége. A magyar mezőgazdaság szocialista átszervezésének alapkérdései; Szikra, Budapest, 1955 (Az MDP Pártfőiskolájának előadásai)
- A népgazdaság fejlesztésével a népjólét emeléséért / Irányelvek a magyar népgazdaság fejlesztésének második ötéves tervéhez; Szikra, Budapest, 1956

### 1956 után
- A munkásbérezés rendszere iparunkban; kiad. a Magyar Tudományos Akadémia Közgazdaságtudományi Intézete; Közgazdasági és Jogi, Budapest, 1960
- A modern polgári szociológia és a társadalmi valóság; Közgazdasági és Jogi, Budapest, 1961
- Műszaki fejlesztés a szocializmusban; Közgazdasági és Jogi, Budapest, 1962
- Hegedüs András–Márkus Mária: Szociológiai szempontok az üzemszervezésben; Ipargazdasági és Üzemszervezési Intézet, Budapest, 1964
- A vezetőképzéssel összefüggő szociológiai problémák; KÖZDOK, Budapest, 1966
- A szocialista társadalom struktúrájáról; Akadémiai, Budapest, 1966 (Szociológiai tanulmányok)
- A szociológiáról. Egy tudomány lehetőségei és korlátai; Akadémiai, Budapest, 1966 (Korunk tudománya)
- Hegedüs András–Márkus Mária: A munkaszervezéssel összefüggő szociológiai problémák; KÖZDOK, Budapest, 1966
- A funkcionális szakirányítás szociológiai problémái. 1. köt; Pénzügykutató Intézet, Budapest, 1970 (Tanulmányok. Pénzügykutatási Intézet)
- Változó világ; Akadémiai, Budapest, 1970 (Szociológiai tanulmányok)
- Hegedüs András–Márkus Mária: Az alkotómunka körülményeinek és hatékonyságának szociológiai vizsgálata; KGM MTTI, Budapest, 1971 (Időszerű gazdaságirányítási kérdések)
- A szocialista társadalom struktúrájáról; Akadémiai, Budapest, 1971 (Szociológiai tanulmányok)
- Élet egy eszme árnyékában. Életrajzi interjú; közreműködő: Zsille Zoltán; Zsille Zoltán, Wien, 1985
- Élet egy eszme árnyékában. Életrajzi interjú; közreműködő: Zsille Zoltán; ABC, Budapest, 1986
- A történelem és a hatalom igézetében. Életrajzi elemzések; Kossuth, Budapest, 1988
- Oknyomozás válságügyben; Közgazdasági és Jogi, Budapest, 1990 (Fehéren feketén)
- Rendhagyó életek. Szubjektív reflexiók; BFI, Budapest, 1994
- Intelmek túlélőknek; Munkásakadémia Alapítvány, Budapest, 1999
- A moszkvai levelezés, 1956-58. Lapok Hegedüs András volt miniszterelnök hagyatékából; válogatta, szerkesztette: Tamási Miklós, jegyzetek, életrajzok: Révész Béla; Stencil Kulturális Alapítvány, Budapest, 2010

## Díja
- Akadémiai Díj (1961)

## Emlékezete
- Alakja felbukkan (említés szintjén) Kondor Vilmos magyar író Budapest novemberben című bűnügyi regényében.